# Phrynopus juninensis
Phrynopus juninensis är en groddjursart som först beskrevs av Shreve 1938.  Phrynopus juninensis ingår i släktet Phrynopus och familjen Strabomantidae. IUCN kategoriserar arten globalt som akut hotad. Inga underarter finns listade i Catalogue of Life.